# Lepidozona ima
Lepidozona ima är en blötdjursart som beskrevs av Boris I. Sirenko 1975. Lepidozona ima ingår i släktet Lepidozona och familjen Ischnochitonidae. Inga underarter finns listade i Catalogue of Life.